# Lubień (powiat łęczycki)
Lubień – wieś w Polsce położona w województwie łódzkim, w powiecie łęczyckim, w gminie Łęczyca.
Lubino (Lubień)  był wsią królewską (tenutą) w powiecie łęczyckim województwa łęczyckiego w końcu XVI wieku. W latach 1975–1998 miejscowość należała administracyjnie do województwa płockiego.